# Assassin's Creed: Revelations
Assassin's Creed: Revelations är ett datorspel utvecklat och publicerat av Ubisoft. Det släpptes för Xbox 360 och PlayStation 3 i november 2011 och för Windows i december 2011. Det är den fjärde delen i Assassin's Creed-serien och det sista kapitlet i "Ezio trilogin". Spelet är en direkt uppföljare till Assassin's Creed: Brotherhood, det har tre huvudpersoner från de tidigare spelen, Ezio Auditore da Firenze, Altaïr Ibn La-Ahad, och Desmond Miles. Spelet utspelar sig i Konstantinopel år 1511. Det svenska Ubisoft Massive var med och utvecklade spelet.

## Bakgrund
Revelations innehåller alla tre av seriens stora karaktärer hittills: Desmond Miles, Altaïr Ibn La'Ahad och Ezio Auditore da Firenze. Den största delen av berättelsen sker med Ezio år 1511 i Konstantinopel. Han upptäcker att Altaïr har förseglat en gammal artefakt under Masyaf som sägs vara ett kraftfullt vapen som kan avsluta Templar-Assassin-kriget för evigt. Han får veta att nycklarna är gömda i Konstantinopel.

## Rollista
- Roger Craig Smith - Ezio Auditore da Firenze
- Cas Anvar - Altaïr Ibn La-Ahad
- Nolan North - Desmond Miles
- John de Lancie - William Miles
- Danny Wallace - Shaun Hastings
- Michael Benyaer - Darim Ibn-La'Ahad
- J.B Blanc - Tarik Barleti
- Steve Blum - Leandros
- Tony Calabretta - Sahkulu
- Graham Cuthbertson - lera Kaczmarek
- Yerman Gur - Abbas Sofian
- Tamer Hassan - Sehzade Ahmet
- Alex Ivanovici - Hadji Piri
- Amy Landecker - Laetitia England
- Eleanor Noble - Maria Thorpe
- Chris Parson - Yusuf Tazim
- Phil Proctor - Warren Vidic
- Peter Renaday - Al Mualim, Jupiter
- Eliza Schneider - Rebecca Crane
- Jenifer Seguin - Animus
- Haaz Sleiman - Sehzade Süleyman
- Elias Toufexis - Haras
- Nadia Verrucci - Dilara, Juno
- Vlasta Vrana - Manuel Palaiologos
- Carlotta Montanari - Sofia Sartor